# Burg Dippach
Die Ruine der Burg Dippach befindet sich am Rand des Dorfes Dippach, eines Ortsteils der Gemeinde Maroldsweisach im Landkreis Haßberge in Unterfranken. Von der kleinen ehemaligen Wasserburg sind noch der Torturm und die Umfassungsmauern erhalten.

## Geschichte
Die kleine Burg gehörte ursprünglich den Grafen von Henneberg, dann den sächsischen Wettinern. Als Lehnsleute wurden die Redwitz und Fuchs von Schweinshaupten genannt. 1665 erwarb die Familie von Rußwurm die Anlage, die 1725 an die Herren von Hutten zu Birkenfeld weiterverkauft wurde. Anfang des 18. Jahrhunderts soll der Ansitz noch in gutem Zustand gewesen sein.

## Beschreibung

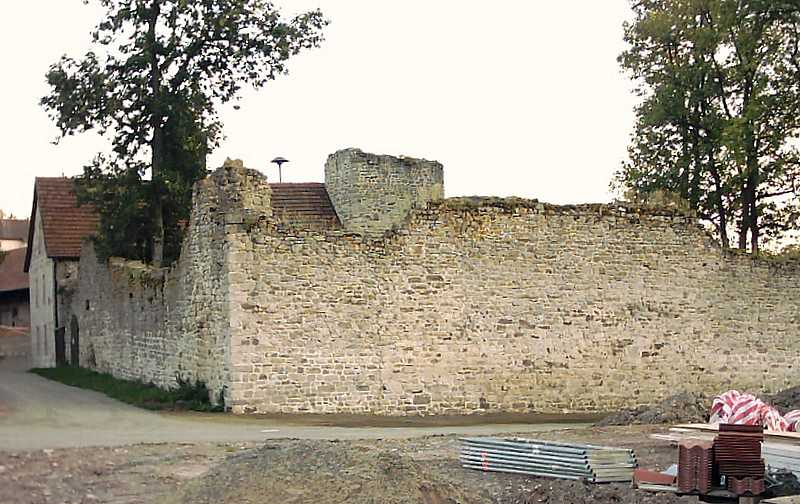
Ansicht der Umfassungsmauer

Die Ruine ist ein gutes Beispiel für einen der früher so zahlreichen, eher bescheidenen Sitze des niederen Adels in Franken. Eigentlich war die Anlage eher eine leicht befestigte Hofanlage, die einem ernsthaften Angriff nicht lange standgehalten hätte.
Die rechteckigen Umfassungsmauern (25 × 32 Meter) sind noch bis zu sechs Meter hoch erhalten. Auf diesem Sockel, der weder Fensteröffnungen noch Schießscharten aufweist, saßen wohl ehemals Obergeschosse aus Holz oder Fachwerk. Die Burg wurde früher in einigem Abstand von einem Wassergraben umlaufen, von dem heute nur wenige Spuren zu finden sind.
Den Zugang gewährte ein etwa zwölf Meter hoher, tonnengewölbter Torturm. Auf der Innenseite befindet sich eine rechteckige Einstiegsöffnung über der Durchfahrt, außen ist das ehemalige Schulhaus angebaut. Die im Inventarband als Schießscharten interpretierten rechteckigen Öffnungen dürften eher der Belichtung gedient haben.
Von der Innenbebauung haben sich nur Mauerreste, Ansätze von Zwischenmauern und Balkenlöcher erhalten.